# Ad Vanderveen
Ad Vanderveen (geboren als Arend van der Veen; 21 september 1956 in Hilversum) is een Nederlandse songwriter, gitarist en zanger die actief is in de roots/Americana genres.

## Jeugd en eerste muzikale stapjes (1956–1980)
Ad Vanderveen werd geboren in een muzikale familie met Canadese wortels. Zijn moeder Sietske van der Ploeg speelde kerkorgel, zijn vader Roel van der Veen accordeon en piano. Thuis mocht hij echter geen gitaar spelen omdat zijn ouders over het algemeen niet dol waren op de hippiecultuur van de late jaren 1960 en al helemaal niet op hun zoon die bier dronk en Rolling Stones-nummers speelde in de kelder.
Desondanks speelde hij vanaf zijn 14e in Rock and roll bands. De band Brinker, waarin hij bas speelde en zong, kreeg een platencontract en bracht in 1977 twee singles uit; Vanderveen schreef mee aan één nummer.
Hij kon echter niet van de muziek leven en had tot zijn 24e verschillende gewone baantjes. In een interview uit 2021 zei Vanderveen dat schrijven en gitaarspelen voor hem een noodzaak waren en dat hij daarom – na aanvankelijk verzet – ook zanger moest worden. Muzikaal werd Vanderveen eerst beïnvloed door de Rolling Stones, Beatles, Kinks en John Lee Hooker, later door Neil Young, Van Morrison, Bob Dylan, Guy Clark en Townes Van Zandt.

## Carrière

### Begin van zijn carrière (1980–1992)
In 1980 formeerde Vanderveen zijn eigen band, The Cotton Brothers, die countryrock speelde met hem op bas en zang. In deze tijd begon hij ook zijn liedjes in het openbaar uit te voeren. De band toerde ongeveer drie jaar door Nederland en Duitsland voordat ze in 1983 hun debuutalbum On Strike uitbrachten met een andere bezetting onder de naam Personnel; de opnames werden gemaakt tussen 1981 en 1983. Vanaf het tweede album, Off The Record (1986), speelde Vanderveen geen bas meer, maar schakelde hij over op gitaar, wat zijn oorspronkelijke instrument was en beter geschikt om zijn zang te begeleiden. In de jaren die volgden ontwikkelde hij zich tot een multi-instrumentalist.
Met Vanderveen op bas en als zanger, brachten Roberto Q & The Boppers in 1981 het album Backdoor uit.
In 1988 ging Vanderveen samenwerken met Philip Kroonenberg en veranderde de band Personnel, nu voornamelijk een duo, van bezetting. Tijdens een tournee in Basel, Zwitserland, ontdekten ze dat er een opnamestudio verbonden was met het podium ernaast. Dit resulteerde in het live-album Only (1990). Hun tweede en laatste album samen, Continuing Stories, werd in 1992 opgenomen in Nashville, Tennessee, samen met Al Kooper, Flaco Jimenez en Al Perkins. Enkele singles van Personnel waren regelmatig op de radio te horen, maar groot succes bleef uit. De band ging in 1992 uit elkaar.

### Solocarrière en samenwerkingsprojecten (sinds 1992)
In 1991 en 1992 werd Vanderveen uitgenodigd om een maandelijks nachtprogramma te verzorgen voor de Rock City show op 3FM. Deze uitnodiging leidde ertoe dat hij solo ging werken en regelmatig optrad in de folkclub The String in Amsterdam, en delen van deze programma's werden uitgebracht als zijn eerste soloalbum, Travel Light, in 1993.
In hetzelfde jaar ontmoette Vanderveen David Olney en voelde meteen een wederzijdse connectie; verschillende samenwerkingen volgden. Vanderveen zei dat hij van David Olney leerde - als in de wereld van de klassieke muziek – en dat zijn spelen, zingen, schrijven en optreden was wat hij voor zichzelf zou willen. Vanderveens album Only Olney, uitgebracht in 2023, bevat nummers van Olney die Vanderveen bij hem vindt passen.
Sinds 1993 heeft Vanderveen bijna elk jaar minstens één nieuw album uitgebracht, waarbij hij in sommige gevallen samenwerkte met internationale artiesten zoals de Amerikaanse singer-songwriters David Olney, Eliza Gilkyson en Iain Matthews, maar ook met Leland Sklar, Herman Brood, Eric Andersen en John Gorka.
De Canadees/Amerikaanse singer-songwriter Neil Young speelt een belangrijke rol in Vanderveens repertoire. De Nederlandse Neil Young fanclub had Vanderveen gevraagd om deel te nemen aan een fanclubdag om enkele nummers van Neil Young te spelen. Het album Ad Vanderveen & The O'Neils werd vervolgens uitgebracht in 1998. De naam van de band verwijst naar Neil Young.
Sinds 2005 werkt Vanderveen samen met Kersten de Ligny (zang, autoharp, percussie); hun stemmen harmoniëren en zijn een goede aanvulling op elkaar.
In 2017 trad Vanderveen met de band op in het voorprogramma van Van Morrison, nadat Morrison hem de eer had bewezen hem persoonlijk uit te nodigen. In een interview uit 2021 zei Vanderveen over deze inkijk in Morrisons leven dat hij hem niet zou benijden en zich verpletterd zou voelen door zo'n machine.
In februari 2022 bereikte Vanderveens album Candle To You nummer 1 in de Euro Americana charts.
In hetzelfde jaar kwam Vanderveen weer samen met The O'Neils - Kersten de Ligny, Timon van Heerdt (bas), Jan Erik Hoeve (pedal steel, banjo), Roel Overduin (drums). Dit bracht Vanderveen terug naar het spelen van harde elektrische muziek, die hij tot het verleden had gerekend. De samenwerking resulteerde in 2023 in het dubbelalbum Heart of Every Town, een goed voorbeeld van de veelvuldige afwisseling tussen ingetogen en rockende nummers; de eerste kant is gebaseerd op akoestische gitaar met kerkorgel, opgenomen in een kerk, de tweede kant is gebaseerd op dezelfde nummers op elektrische gitaar en garageband, opgenomen in een kroeg.
Vanderveen's platen en optredens hebben geleid tot een bescheiden internationale status bij fans en collega-muzikanten. Zijn concerten bevatten een mix van nieuwe nummers en klassiekers uit zijn uitgebreide repertoire.
Sinds 2023 presenteert Vanderveen een uur muziek per week op het Nederlandse internet radiostation 40UP Radio onder de titel Heartfelt & Handmade.

## Muzikale stijl
Sommige albums van Vanderveen hebben een ander instrument als uitgangspunt - een kerkorgel (Heart of Every Town), een mandoline of een mandola (Candle To You). In het laatste geval schreef hij de liedjes op de mandola, wat destijds nieuw voor hem was en ook tot nieuwe ideeën en harmonieën leidde.
Vanderveens teksten zijn vaak autobiografisch en gaan over de alledaagse dingen in zijn leven. Zijn schrijven is altijd poëtisch, bedachtzaam, introspectief, eerlijk en open.
Zijn muzikale stijlen van rootsrock met country-folk- en blueselementen variëren van intieme akoestische liedjes als soloartiest tot expressieve en expansieve elektrische improvisaties met The O'Neils en alles daartussenin.
Zowel zijn akoestische als elektrische gitaarspel doet vaak denken aan Neil Young, maar dan schoner en technisch meer gepolijst.

## Receptie
David Olney zei over Vanderveen's muziek dat het van een opmerkelijke eerlijkheid en nederigheid is, en dat je in zijn muziek het gevoel hebt naar iets dieps en krachtigs toe te bewegen.
Gerrit Schinkel becommentarieerde Rise In Love in het tijdschrift Bluestown Music in 2024 dat Vanderveen geweldige albums zou blijven afleveren waar veel te genieten valt.
Marius Roeting schreef in 2023 in New Folk Sounds magazine dat Vanderveen misschien wel de meest creatieve en productieve singer-songwriter in de Americana folkscene was.
Lee Zimmerman schreef in 2023 in Goldmine magazine dat Vanderveen een van de beste exportproducten van zijn land was, een singer-songwriter met een scherp gevoel voor melodie en melodische intentie, en zijn liedjes waren soepel, rustgevend en rijk aan sentiment en eerlijke emotie.
Bert van Kessel zei in 2020 in het tijdschrift Altcountryforum dat het geweldig was hoe Vanderveen met deze enorme output aan albums een ongekend hoog niveau wist vast te houden.
Norbert Tebarts schreef in 2011 in het blad Written in Music dat Vanderveen een van de beste muzikanten van Nederland was, maar ook een van de meest onderschatte.

## Persoonlijk leven
Ad Vanderveen en Kersten de Ligny trouwden in 2019. Ze wonen in Bussum. Vanderveen heeft twee zonen en een kleinkind.
Buiten de muziek houdt Vanderveen zich bezig met meditatie, wandelen, lezen en probeert hij zichzelf en zijn instrumenten in goede vorm te houden.
Vanderveen steunt de organisatie WISE, die gespecialiseerd is in het voorlichten van de wereld over verantwoorde energiebronnen.

## Discografie
- Travel Light (the Rock City Sessions) (1993)
- Sooner Or Later (1994)
- Brandnew Everytime (1995)
- Wonders Of The World (1997)
- Ad Vanderveen & The O' Neils (1998)
- Here Now: Songs From The Basement (2000)
- The Iain Ad Venture (2000) met Iain Matthews
- More Than A Song (2001) met Iain Matthews en Eliza Gilkyson
- One On One (2001)
- The Moment That Matters (2003) met The O’Neils, Astrid Young, Iain Matthews, David Olney en Eliza Gilkyson
- Witness (2003) met Iain Matthews en Eliza Gilkyson
- Late Bloomer (2004)
- Fields Of Plenty (2005)
- Cloud Of Unknowing (2006)
- Soundcarrier (2007) Live-optreden in Eddie’s Attic in Decatur (Atlanta)
- Still Now (2008)
- Faithful To Love (2009)
- Ride The Times (2010) met Iain Matthews
- Days Of The Greats (2011)
- Driven By A Dream (2012)
- Live At Crossroads (2013)
- Live Labor (2013)
- Beat The Record (2014)
- Presents Of The Past / Requests Revisited (2015)
- The Stellar Cellar Band (2016)
- Worlds within (2017)
- Denver Nevada (2018)
- I was Hank Williams (2018)
- Final Refuge (2019)
- Treasure Keepers (2020)
- Release (2021)
- Candle To You (2022)
- Live in Weimar ’22 (2022)
- Heart of Every Town (2023)
- Only Olney (2023)
- Samos Sessions & Golden Verses (2024)
- Rise In Love (2024)
- Camino Wayside (2025)
- Greetings from Grolloo (2025)